# هولند (میزوری)
هولند (به انگلیسی: Holland) یک شهر در ایالات متحده آمریکا است که در شهرستان پمیسکات، میزوری واقع شده‌است. هولند ۰٫۴۴ کیلومتر مربع مساحت و ۲۲۹ نفر جمعیت دارد و ۷۸ متر بالاتر از سطح دریا قرار دارد.